# Benthodytes gosarsi
Benthodytes gosarsi is een zeekomkommer uit de familie Psychropotidae.
De wetenschappelijke naam van de soort werd in 2008 gepubliceerd door A.V. Gebruk.